# August Noack (Politiker)
August Richard Wilhelm Karl Ludwig Gottlieb Noack (* 23. Juli 1857 in Darmstadt; † 26. Juni 1926 ebenda) war ein hessischer Architekt und Politiker (NLP) und Abgeordneter der 2. Kammer der Landstände des Großherzogtums Hessen.

## Familie
August Noack war der Sohn des Hofmalers August Noack und dessen Ehefrau Caroline Sophie Justine, geborene Frobenius (1827–1900). Noack, der evangelischen Glaubens war, heiratete am 28. September 1889 in Berlin Rosa geborene Holtz (* 1867).  Sie hatten zwei Kinder; Elisabeth Noack und Friedrich Noack, die beide bekannte Musikwissenschaftler waren.

## Beruflicher Werdegang
Er studierte in Darmstadt Architektur und war 1883 bis 1885 als Architekt in Berlin tätig. 1888 bis 1895 arbeitete er als Brandversicherungsinspektor in Darmstadt und dann bei der Zentralstelle für Gewerbe. Zuletzt war er Vorsitzender der Zentralstelle im Rang eines Regierungsrates.
Von 1899 bis 1911 gehörte er der Zweiten Kammer der Landstände an. Er wurde für den Wahlbezirk Starkenburg 12/Darmstadt-Land gewählt.